# 宮城村 (大分県)
宮城村（みやぎむら）は、大分県直入郡にあった村。現在の竹田市の一部にあたる。

## 地理
阿蘇溶岩台地を玉来川、稲葉川が浸食してできた複雑な地形で、起伏が多く東西に長い村域であった。

## 歴史
- 1889年（明治22年）4月1日、町村制の施行により、直入郡炭竈村、上坂田村、上畑村、刈小野村、古園村、志土知村、川床村、市用村、久保村、下志土知村が合併して村制施行し、宮城村が発足[1][2]。旧村名を継承した炭竈、上坂田、上畑、刈小野、古園、志土知、川床、市用、久保、下志土知の10大字を編成[2]。
- 1954年（昭和29年）3月31日、直入郡竹田町、玉来町、嫗岳村、城原村、菅生村、豊岡村、入田村、松本村、宮砥村と合併し、市制施行し竹田市を新設して廃止された[1][2]。

### 地名の由来
村内に地名で宮家があり、そのあたりを代の城と称していたため、宮と城を組み合わせて宮城とした。

## 産業
- 農業[2]

## 交通

### 道路
- 1893年（明治26年）稲葉川に沿い産山道が開通[2]。